# Marie Iljašenko
Marie Iljašenko (* 2. prosince 1983, Kyjev) je česká básnířka, spisovatelka, překladatelka a redaktorka ukrajinského původu, držitelka ceny Toma Stopparda (2023).

## Životopis
Marie Iljašenko se narodila v Kyjevě ukrajinskému otci a matce s polskými a českými kořeny. V roce 1991 se její rodina přestěhovala do Police nad Metují.
Vystudovala literární komparatistiku a východoevropská studia na Filozofické fakultě Univerzity Karlovy. Byla jednou z editorek časopisu Plav a editorkou Labyrint Revue.
V roce 2015 vydala knihu básní Osip míří na jih, která byla nominována na cenu Magnesia Litera 2016 v kategorii Objev roku za „Kulturní, historický a společenský vklad, jenž se prosévá celou knihou, vypovídá vedle uvedeného také o židovských, starozákonních, středo- či východoevropských podnětech“.
Byla též nominována na Drážďanskou cenu lyriky (2014) a Cenu Václava Buriana (2016). Její básně byly přeloženy do angličtiny, němčiny, polštiny, maďarštiny, ukrajinštiny a dalších jazyků. Knižně publikovala v Polsku. Píše také povídky, eseje a pravidelnými sloupky přispívá na server iLiteratura.cz.
Za esej Jsem všudejzdejší byla v roce 2023 oceněna cenou Toma Stopparda. Překládá z polštiny a ukrajinštiny především současnou poezii a jako editorka uspořádala knihu reportáží o válce na Ukrajině Chleba z minového pole (Slovart, 2022).
Žije v Praze a pracuje jako nakladatelská redaktorka a překladatelka.

## Publikační činnost

### Poezie
- Osip míří na jih (Host, 2015)
- Sv. Outdoor (Host, 2019)

### Antologie, sborníky (výběr)
- Dryák ředěný Vltavou (Městská knihovna v Praze, 2016)
- Nejlepší české básně (Host, 2018; 2019)
- Sąsiadki. 10 poetek czeskich (Wydawnictwo Warstwy, 2019)
- Itt minden tele van zenével. 35 kortárs cseh költő. (Petőfi Kulturális Ügynökség, Budapest, 2021)
- Come Closer. The Biennale Reader (Tranzit, Praha 2022)
- De sombra y terciopelo: Diecisiete poetas checas (1963-1988) (Vaso Roto, 2022)
- Každý ji zná tak bude maskovaná. 66 současných básní o Praze od 56 českých básníků a básnířek (Malvern, Praha, 2022)
- Milá Mácho (Větrné mlýny, 2022)
- Střepy (Český rozhlas, 2022)
- Babylonská věž (Babylon, Praha, 2023)
- Teflon 29, summer - autumn, 2023

### Vybrané překlady
- Andruchovyč, Jurij: Písně mrtvého kohouta, MAČ, 2015
- Kryštopa, Oleh: Ukrajina v měřítku 1:1, Dokořán, 2016
- Básnění (vybrané ukrajinské básně)[3]
- Svět poezie. Duben tnul jak šrapnel, Malá rozhlasová antologie ukrajinské poezie ukrajinských básní o válce[4]